# Roystonea lenis
Roystonea lenis är en enhjärtbladig växtart som beskrevs av Leon. Roystonea lenis ingår i släktet Roystonea och familjen Arecaceae. IUCN kategoriserar arten globalt som sårbar. Inga underarter finns listade i Catalogue of Life.